# Nuevo Milenio, Tapachula
Nuevo Milenio är en ort i Mexiko.   Den ligger i kommunen Tapachula och delstaten Chiapas, i den sydöstra delen av landet, 900 km sydost om huvudstaden Mexico City. Nuevo Milenio ligger 17 meter över havet och antalet invånare är 266.
Terrängen runt Nuevo Milenio är platt. Runt Nuevo Milenio är det tätbefolkat, med 343 invånare per kvadratkilometer. Närmaste större samhälle är Tapachula, 19,7 km nordost om Nuevo Milenio. Trakten runt Nuevo Milenio består till största delen av jordbruksmark.